# Kamaldulenser

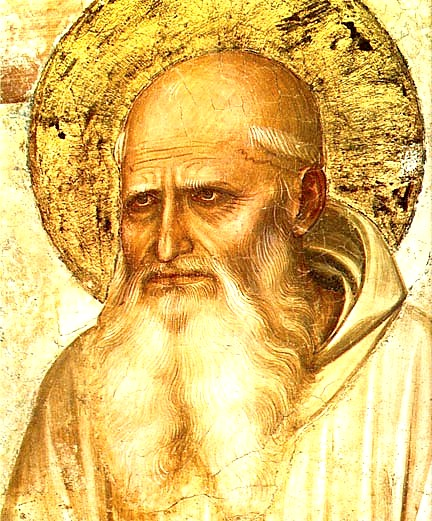
Den helige Romuald.

Kamaldulenser kallas medlemmarna av en romersk-katolsk orden, grundad av den helige Romuald.
Kamaldulensorden framgick vid slutet av 900-talet ur den stora reformrörelse inom munkväsendet, som följde på förfallet under saeculum obscurum. Den var en rent italiensk rörelse, skild från både den tyska Lothringenreformen och den franska Clunyrörelsen. Dess egenart låg däri, att den drev reaktionen mot förvärldsligandet ända till en sträng askes och eremitliv. Till detta medverkade även förbindelserna i södra Italien med den grekiska världen och dess askes. Eremitrörelsens mest betydande företrädare var den helige Romuald (död 1027); dit hörde också den vittbereste grekiske munken Nilus, Petrus Damiani med flera. Dess inflytande på tiden var betydande; här påbörjades bland annat striden mot simoni, och härifrån utgick ett entusiastiskt missionsarbete (Adalbert av Prag med flera). 
Den viktigaste eremitkolonin fanns i det av Romuald grundade klostret Camaldoli, som ställdes under särskilt påvligt skydd 1072 och kring vilket en verklig kongregation av kloster samlades. Även nunnekloster uppstod. Så småningom uppgick rörelsen till stor del i Clunyreformen, och de kvarvarande kamaldulensklostren fick ingen större betydelse (med undantag för Gratianus och hans juristskola på 1100-talet). De splittrades också i olika kongregationer efter sin ställning till den ursprungliga stränga askesen. En tid hade kamaldulenskongregationen utbredning över stora delar av västra Europa, men är nu begränsad till mellersta och södra Italien, där vid 1900-talets början endast sex kolonier fanns kvar. Mest omtalade är det nämnda Camaldoli samt ett annat Camaldoli med den mångbesjungna utsikten över Neapel och Vesuvius. Av nunneklostren fanns enbart två kvar.